# Dones del canapè o El divan
Dones del canapè o El divan (Femmes au canapé ou Le divan) és un oli sobre tela de 92 × 73 cm pintat per Henri Matisse vers l'any 1921 i dipositat al Museu de l'Orangerie de París.

## Context històric i artístic
Captivat per la llum del sud de França, Henri Matisse sovint es va allotjar a l'Hôtel de la Méditerranée, a Niça, a partir de l'any 1916. És en aquest període que va desenvolupar un tema que li agradava: l'obertura al món exterior alliberador de l'interior lleugerament oprimit a través d'una porta o d'una finestra.
Aquesta obra, parcialment deixada en fase d'esbós, ha estat relacionada amb una altra composició de la sèrie, de la qual podria haver estat una primera versió. Es tracta del quadre Gran interior a Niça, el qual és dipositat a l'Institut d'Art de Chicago.

## Descripció
Aquest quadre pertanyent a la sèrie dels que Matisse pintà a l'Hôtel de la Méditerranée il·lustra, dins d'una construcció rigorosa, un tema que és corrent en ell: el pas entre l'interior i l'exterior, entre un món clos i un món obert. Així, dues visions es juxtaposen: a l'interior, vists en picat, el terra de rajoles i la superfície dels mobles, sense una indicació de profunditat; per la finestra entreoberta, una perspectiva més clàssica cap a l'horitzó marítim.
Ací, el pintor juxtaposa dues visions en la perspectiva en el moment de pintar la seua habitació d'hotel. La primera es dirigeix cap a terra, ja que les rajoles suggereixen una certa indicació de la superfície, però no de la profunditat. La segona és una mirada a la distància a través de la finestra. Així, el pintor aconsegueix conciliar dues direccions i emocions contradictòries.
La finestra, lloc de pas entre els dos universos, esdevé el veritable motiu de la composició. Representada sencera, amb la seua tarja de ventall, les seues cortines, la seua barana, la finestra capta l'esclat blavós de l'ambient exterior. Dins de la cambra, les dues figures, només apuntades, i els objectes de tons sords semblen haver estat apartats cap als costats, per no distreure la mirada. Diverses correccions indiquen que l'angle i la posició del divan foren objecte de diferents intents.
L'artista ha tingut molta cura a l'hora de dirigir la mirada de l'espectador: el triangle de la composició, temperat per una gran cortina vermella a la dreta, condueix a un punt en el cel, més enllà de la finestra. A l'esquerra, l'espill ovalat del tocador es fa ressò de la part posterior de la cadira. No hi ha reflexió per tal de no distreure la mirada de l'espectador. De la mateixa manera, a la dreta, les dues figures femenines estan més o menys esbossades. El divan es va repintar per tal d'obtindre el millor angle.
Els colors vermell i verd (de diferents graus d'intensitat, calidesa i fredor) reflecteixen totes aquestes emocions contradictòries.